# Польское гидробиологическое общество

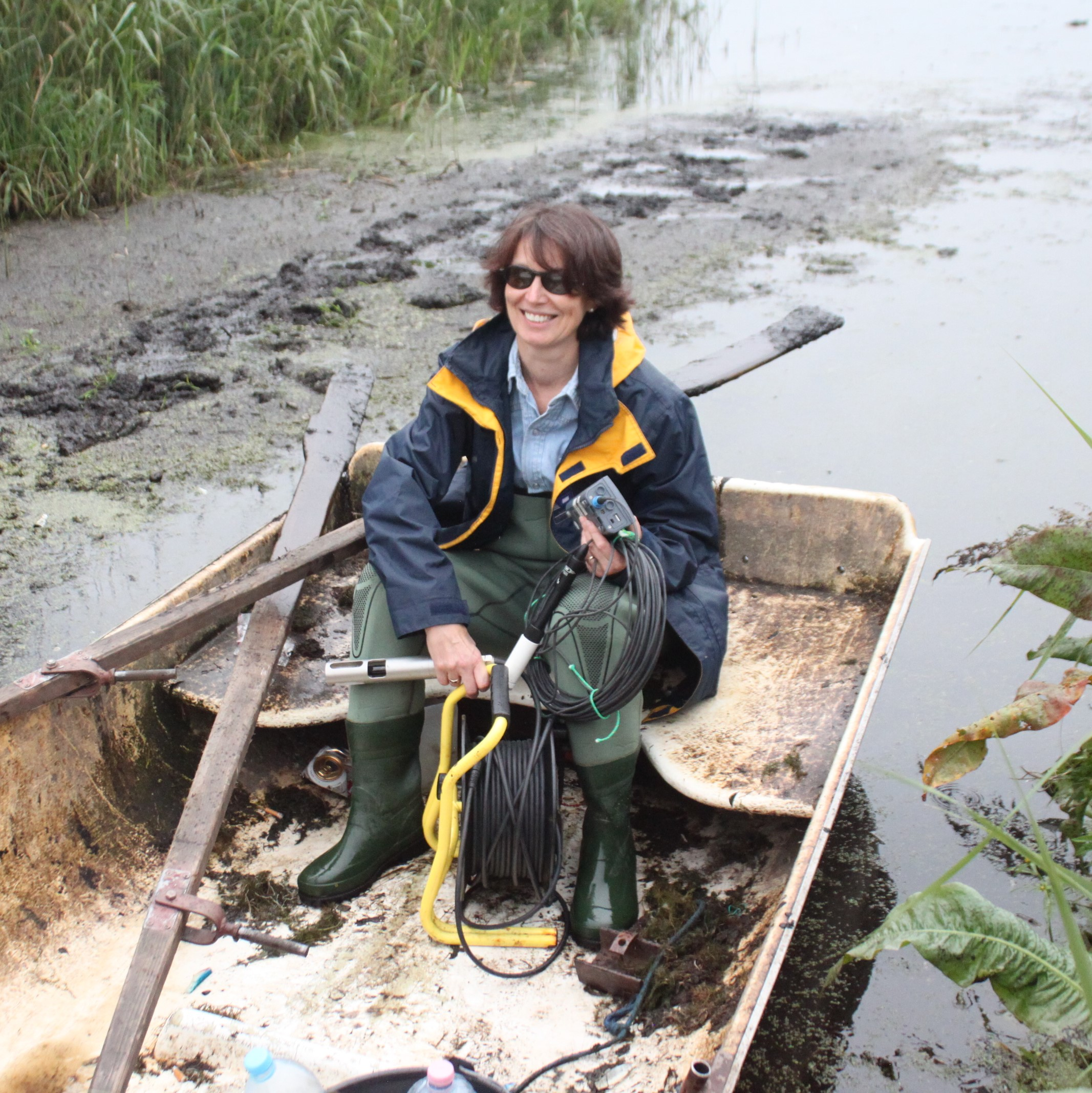
Профессор Iwona Jasser — председатель Польского гидробиологического общества

Польское гидробиологическое общество (пол. Polskie Towarzystwo Hydrobiologiczne) — польское научное общество, основанное в 1959 году в Варшаве. Первым председателем Общества был доктор наук, профессор Мариан Гейштор (поль., 1960—1961 годы).
Согласно Уставу, целью Общества является поддержка развития гидробиологии и смежных наук, распространение достижений и популяризация этих наук, а также обеспечение соблюдения профессиональной этики и представление интересов участников Общества в области их научной и профессиональной деятельности.
Для достижения своих целей Общество организует научные конференции и встречи; издаёт научную литературу, журналы и публикации в области гидробиологии и смежных наук; сотрудничает с другими научными обществами и профильными организациями за рубежом; присуждает премии за научные работы; выделяет средства на научные исследования; активно участвует в защите водной среды и распространении в обществе информации о необходимости защиты этой среды; инициирует и поддерживает научные исследования в области гидробиологии, создание исследовательских станций и лабораторий, библиотек, сбор коллекций, организацию научных поездок и исследовательских экспедиций в стране и за рубежом; участвует в международных гидробиологических съездах; формирует фонды для реализации уставных целей Общества
В состав Общества входят 12 территориальных филиалов, членами Общества являются около 500 человек.
Общество является членом Международного общества лимнологии (англ. International Society of Limnology).
Общество издаёт научный журнал «Wiadomości Hydrobiologiczne».
Обществом учреждена «Медаль имени профессора Альфреда Литыньского» (пол.  Medal imienia prof. Alfreda Lityńskiego). Медаль присуждается за выдающиеся научные, организационные или популяризирующие достижения в области гидробиологии.
Председателем Общества является доктор наук, профессор Варшавского университета Ивона Яссер (поль.).
Актуальная информация о деятельности Общества публикуется на сайте www.pth.home.pl.